# Rape
Rape era uma tradicional subdivisão do condado de Sussex na Inglaterra. Sua origem é incerta, mas parece anteceder a Conquista Normanda. A Victoria History of the County of Sussex é organizada por estas divisões.
Cada rape era divida em várias centenas.

## Etimologia
Uma origem sugerida para a palavra é a divisão territorial islandesa hreppr, embora esta probabilidade tenha sido rejeitada no New English Dictionary. Outra sugestão é o termo saxão rap, uma corda, visto que cordas eram usadas para delimitar territórios.

## Organização normanda
Na época do Domesday Book, Sussex foi dividida nas rapes de Arundel, Bramber, Chichester, Hastings, Lewes e Pevensey. Cada uma destas era centrada num castelo, tinha um único xerife e se estendia como uma faixa, norte-sul, da divisa de Surrey até o Canal da Mancha. Os castelos de Arundel, Bramber e Lewes estavam situados sobre posições a cavaleiro dos rios Arun, Adur e Ouse, respectivamente, enquanto os de Chichester, Hastings e Pevensey vigiavam a costa. Esta formação foi criação de Guilherme I da Inglaterra, presumivelmente projetado para proteger as rotas para a Normandia.